# Фармакогнозия
Фармакогнозия (от др.-греч. φάρμακον — лекарство, яд и γνῶσις — познание) — одна из основных фармацевтических наук, изучающая лекарственное сырьё растительного и животного происхождения и продукты переработки такого сырья.
Фармакогнозия как отдельная наука возникла в XIX в., выделившись из науки о лекарственных средствах Materia medica (лат.).

## Задачи фармакогнозии
- Изучение лекарственных растений как источников фармакологически активных веществ. Изучаются морфологические признаки растений, география их обитания, химический состав (фитохимия), способы и сроки заготовки сырья, фармакологическое действие веществ, способы и сроки хранения лечебных лекарственных средств.
- Ресурсно-товароведческие исследования лекарственных растений. Выявление их мест произрастаний в дикой природе. Определение зарослей, потенциальных запасов, ежегодных объёмов заготовки.
- Нормирование и стандартизация лекарственного растительного сырья, разработка проектов нормативно-технических документов (НТД), проведение анализа лечебных лекарственных средств и разработка новых методов их стандартизации.
- Изыскание новых лекарственных средств растительного происхождения с целью расширения ассортимента и создания более эффективных лекарств.[3]

Фармакогнозия использует методы органической и аналитической химии, а также ботаники.

## История
Совокупность знаний, составляющих предмет фармакогнозии, является старейшей среди всех фармацевтических знаний, люди использовали лечебные свойства растений задолго до других лекарственных препаратов. Но наука фармакогнозия, как наука о лекарственных растениях, их анализе и применении, возникла в XIX веке. До этого знания фармакогнозии были частью большого комплекса медицинских знаний о лекарственных средствах (лат. Materia medica).
Люди с глубокой древности использовали растения в качестве лекарств. Наиболее раннее свидетельство — в захоронении неандертальского человека, датируемом возрастом около 60 тыс. лет, найдена пыльца лекарственных растений. Лекарственные растения были известны в древних Шумере, Египте, Вавилоне, до нас дошли медицинские трактаты с описаниями системы лечения растениями. В трудах древнегреческих и древнеримских врачей также большое место занимают описания лекарственных растений.
Европейская медицинская система основана на трудах древнегреческих и древнеримских врачей, в частности, работа Диоскорида «Materia medica», ставшая первым «пособием по фармакогнозии», наряду с работами Плиния Старшего и Клавдия Галена оставались руководящими для врачей вплоть до конца Средних веков.
В Средние века европейская медицина концентрировалась в монастырях и у крупных феодалов, из тех времён известен трактат XIV века Арнольда из Виллановы «Салернский кодекс здоровья». В X−XIII веках передовой для того времени была арабская наука, труды Абу Али ибн Сины (Авиценны) «Канон врачебной науки», переведённый на латинский язык, также стал руководством для европейских врачей. Однако трактат «Фармакогнозия в медицине», в котором Абу Райхан Бируни описал около 750 видов растений, в Европе оставался неизвестным до XX века.
В эпоху Возрождения, с развитием книгопечатания в середине XV века, началось широкое распространение информации о медицинских растениях, сначала с «гербариев» — книг об лекарственных растениях. В XV веке они были на латыни, в XVI веке появились на национальных языках, преимущественно на немецком и французском, и в них публиковались свежие работы европейских учёных: О. Брунфельса (1530, 1532), Н. Монарда (1565, 1569, 1571, 1574), Л. Фукса (1542, 1543) и К. Баугина (1596). Также это время появления первых фармакопей: «Riccetario Fiorentino» (Флоренция, 1498), «Pharmacorum omnium» (Нюрнберг, 1546), «Pharmacopoeia Londinensis» (Лондон, 1618). Тогда же, в эпоху великих географических открытий, расширился и арсенал лекарственных растений (добавились растения с других континентов и из восточной Азии).
В это время Теофраст Бомбаст фон Гогенгейм (Парацельс) произвёл переворот в фармации, создав концепцию «активных начал» (соответствующих современным представлениям о действующих веществах). Он отказался от использования целых растений и применял вытяжки из них.
В XVII−XVIII веках знания о лекарственных растениях и лекарствах на их основе постоянно расширялись. В это время появились первые научные лаборатории в современном понимании, в которых изучали медицинское действие растений и безуспешно пытались выделить из них активные вещества в чистом виде.
Только в начале XIX века, с развитием химии, учёным удалось выделить из растений активные (лекарственные) вещества в чистом виде. Первым из них был морфин (Ф. Сертюрнер в 1817 году получил его из мака). Далее были выделены и описаны хинин (П. Пельтье и Ж. Кавaнту, 1820), кофеин (1821), атропин (1833) и салицин (1838). Так начался новый раздел химии — химия природных соединений и её часть касательно растений — фитохимия.
В 1811 году австрийский профессор А. Шмидт предложил термин «фармакогнозия».
Для XIX века характерно комплексное ботаническое, фармакологическое и химическое изучение лекарственных растений, в результате в конце XIX века появились первые чистые препараты лекарственных веществ растительного происхождения и их смеси.
В XX веке фармакогнозия окончательно приобрела современный облик. В начале века было издано трехтомное руководство по фармакогнозии швейцарца А. Чирха, получившее широкую известность в Западной Европе. Во второй половине XX века были достигнуты значительные успехи в изучении химии лекарственных препаратов, их вторичных метаболитов, биосинтеза, биологических и фармакологических эффектов, в том числе и на молекулярном уровне. Изучены механизмы влияния веществ растительного происхождения на механизмы развития заболеваний.
В XXI веке продолжается изучение веществ растительного происхождения, развивается генетика и селекция лекарственных растений. При этом используется генная инженерия, для производства лекарств разработаны ГМ объекты. Также разработаны методы выращивания культур клеток и тканей лекарственных растений, в результате чего такие культуры стали ещё одним источником биологически активных веществ.

### В России
О существовании на Руси некоего подобия аптек в XI−XII веках (во времена Киевской Руси) косвенно свидетельствует ряд европейских исторических хроник. Вероятнее всего, аптеки в современном понимании появились в Москве в середине XVI века и были основаны иностранцами, служившими при Дворе. Первая официальная «царская» аптека (для нужд царского двора) была организована английским аптекарем Джеймсом Френчем в 1581 году (в конце правления Ивана IV «Грозного»). Остальные москвичи прибегали к услугами зелейных лавок, где продавались лекарственные растения и различные средства, либо покупали их непосредственно у иностранных врачей. При Михаиле Романове в первой половине XVII века услугами «царской» аптеки стали пользоваться горожане по «челобитным» и особым царским распоряжениям. При этом раненые и инвалиды войн получали лекарства бесплатно, как и особо отличившиеся бояре.
В 1672 году по указу царя Алексея Михайловича была учреждена первая в России общественная («Новая») аптека с немецкими и английскими специалистами и русскими учениками. В 1673 году царь запретил торговлю лекарственными растениями в овощных и зелейных лавках, установив таким образом государственную монополию на торговлю лекарственными средствами. В 1682 году уже по указу царя Федора Алексеевича была открыта первая в России «больничная» аптека при первом гражданском госпитале.
Пётр I в 1701 году издал ряд указов, касающихся аптек, ввёл строгий запрет на продажу лекарственных средств, в том числе растительных, вне аптек. Одновременно были разрешены частные аптеки, и к концу 1701 года в Москве работали восемь частных аптек.
В XVIII веке в России, как и в европейских странах, аптеки были не только местом продажи лекарственных средств, в них велась научная работа, при них выращивались лекарственные растения и обучали фармацевтический и медицинский персонал. В комплексных экспедициях Академии наук по изучению Урала, Сибири, Дальнего Востока и Кавказа исследовались также и лекарственные растения. Первыми российскими научными фармакогностическими книгами стали труды проф. Н. М. Амбодика-Максимовича «Врачебное веществословие, или Описание целительных растений» и проф. И. А. Двигубского «Изображение растений, преимущественно российских, употребляемых в лекарствах, и таких, которые наружным видом с ними сходны и часто за них принимаются, но лекарственной силы не имеют».
В XIX веке центром отечественной фармации и фармакогнозии стала Медико-хирургическая академия (ныне — Военно-медицинская академия). Одним из её подразделений была кафедра Materia medica (впоследствии — кафедра фармации), где преподавалась также и наука о лекарственных растениях. Руководитель кафедры проф. А. П. Нелюбин прославил отечественную фармацию руководством «Фармакография, или Химиковрачебные предписания приготовления и употребления новейших лекарств». В середине XIX века фармакогнозия была выделена в отдельную дисциплину и получила свое название. Заведующим кафедрой фармации, преемником А. П. Нелюбина академиком Ю. К. Траппом были написаны первые учебные руководства по курсу фармакогнозии.
В конце XIX века российские ученые написали фундаментальные труды по фармакогнозии: «Курс фармакогнозии», «Руководство к изучению фармакогнозии» и «Учебник фармакогнозии» профессора Московского университета В. А. Тихомирова, «Курс фармакогнозии» профессора Варшавского университета Н. Ф. Ментина, «Лекарственные растения разных народов и времен, их применение, важнейшие химические вещества и история» профессора Юрьевского университета Г. Драгендорфа.
В XX веке виднейшим российским фармакогностом страны, основателем советской фармакогнозии и отечественной школы фармакогностов стала Адель Фёдоровна Гаммерман, ученица швейцарского фармакогноста А. Чирха. Она написала учебник по фармакогнозии, который только при её жизни выдержал шесть изданий. А. Ф. Гаммерман считается основательницей современной отечественной школой фармакогностов. Среди её учеников — профессора Г. П. Яковлев (СПХФА), Д. А. Муравьева (Пятигорская государственная фармацевтическая академия), видными отечественными учёными в области фармакогнозии являлись или являются Н. И. Гринкевич (Москва), И. А. Самылина (Москва), В. А. Куркин (Самара).